# Tarczyn (gmina)
Pour les articles homonymes, voir Tarczyn (homonymie).
Tarczyn est une gmina urbaine-rurale (gmina miejsko-wiejska) ou mixte de la powiat de Piaseczno, dans la Voïvodie de Mazovie, dans le centre-est de la Pologne.
Son siège administratif (chef-lieu) est la ville de Tarczyn qui se situe environ 16 kilomètres au sud-ouest de Piaseczno (siège de la powiat) et 29 kilomètres au sud-ouest de Varsovie (capitale de la Pologne).
La gmina couvre une superficie de 114,15 km2 pour une population de 11 415 habitants en 2017.

## Histoire
De 1975 à 1998, la gmina est attachée administrativement à la voïvodie de Varsovie.

Depuis 1999, elle fait partie de la voïvodie de Mazovie.

## Géographie
Outre la ville de Tarczyn, la gmina inclut les villages et localités de :

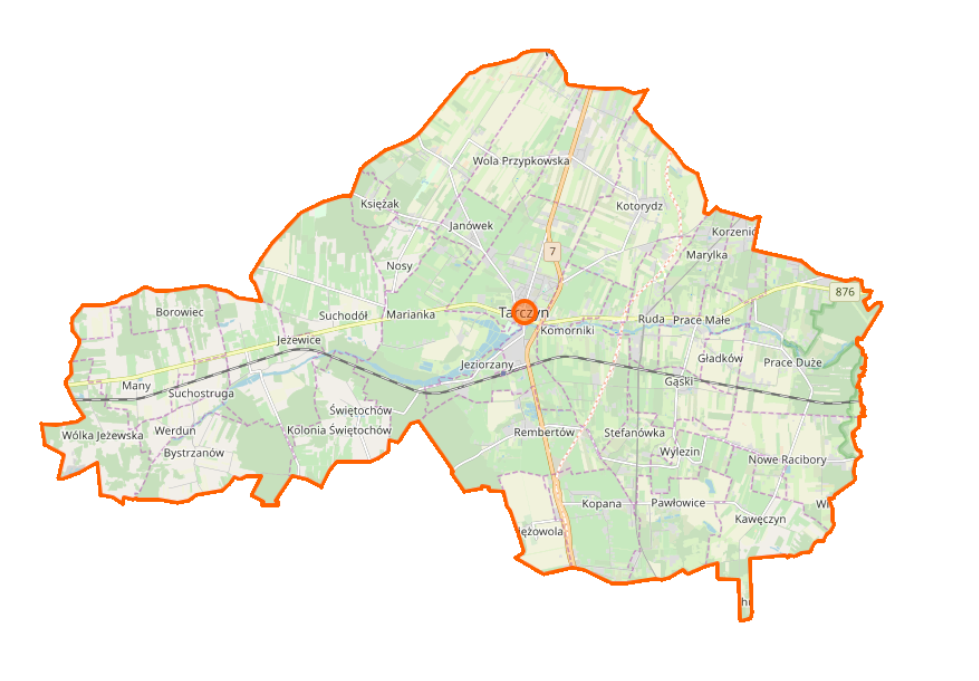
Plan de la gmina

- Borowiec
- Brominy
- Bystrzanów
- Cieśle
- Drozdy
- Duki
- Gąski
- Gładków
- Grzędy
- Grzywiczówka
- Janówek
- Jeżewice
- Jeziorzany
- Józefowice
- Julianów
- Kawęczyn
- Kolonia Jeziorzany
- Kolonia Świętochów
- Komorniki
- Komorniki Kolonia
- Kopana
- Korzeniówka
- Kotorydz
- Księżak
- Księżowola
- Leśna Polana
- Leśniczówka Mirchów
- Many
- Marianka
- Marylka
- Nosy
- Nowa Wieś
- Nowe Racibory
- Pamiątka
- Parcele Jeżewice
- Pawłowice
- Pawłowice Kopana
- Popielarze
- Prace Duże
- Prace Duże-Kolonia
- Prace Małe
- Przypki
- Racibory
- Rembertów
- Ruda
- Skrzeczeniec
- Stara Kopana
- Stara Wieś
- Stefanówka
- Suchodół
- Suchostruga
- Świętochów
- Tarnówka
- Werdun
- Wola Przypkowska-Kolonia
- Wólka Jeżewska
- Wylezin

### Gminy voisines
La gmina de Tarczyn est voisine des gminy suivantes :
- Grójec
- Lesznowola
- Nadarzyn
- Piaseczno
- Pniewy
- Prażmów
- Żabia Wola

## Structure du terrain
D'après les données de 2005, la superficie de la commune de Tarczyn est de 114,15 km2, répartis comme tel :
- terres agricoles : 75%
- forêts : 14%

La commune représente 8,25% de la superficie du powiat.

## Démographie
Données du 30 juin 2004 :
| Description        | Total  | Total | Femmes | Femmes | Hommes | Hommes |
| ------------------ | ------ | ----- | ------ | ------ | ------ | ------ |
| Unité              | Nombre | %     | Nombre | %      | Nombre | %      |
| Population         | 10 412 | 100   | 5 286  | 50,8   | 5 126  | 49,2   |
| Densité (hab./km²) | 91,2   | 91,2  | 46,3   | 46,3   | 44,9   | 44,9   |